# Paola Levi-Montalcini

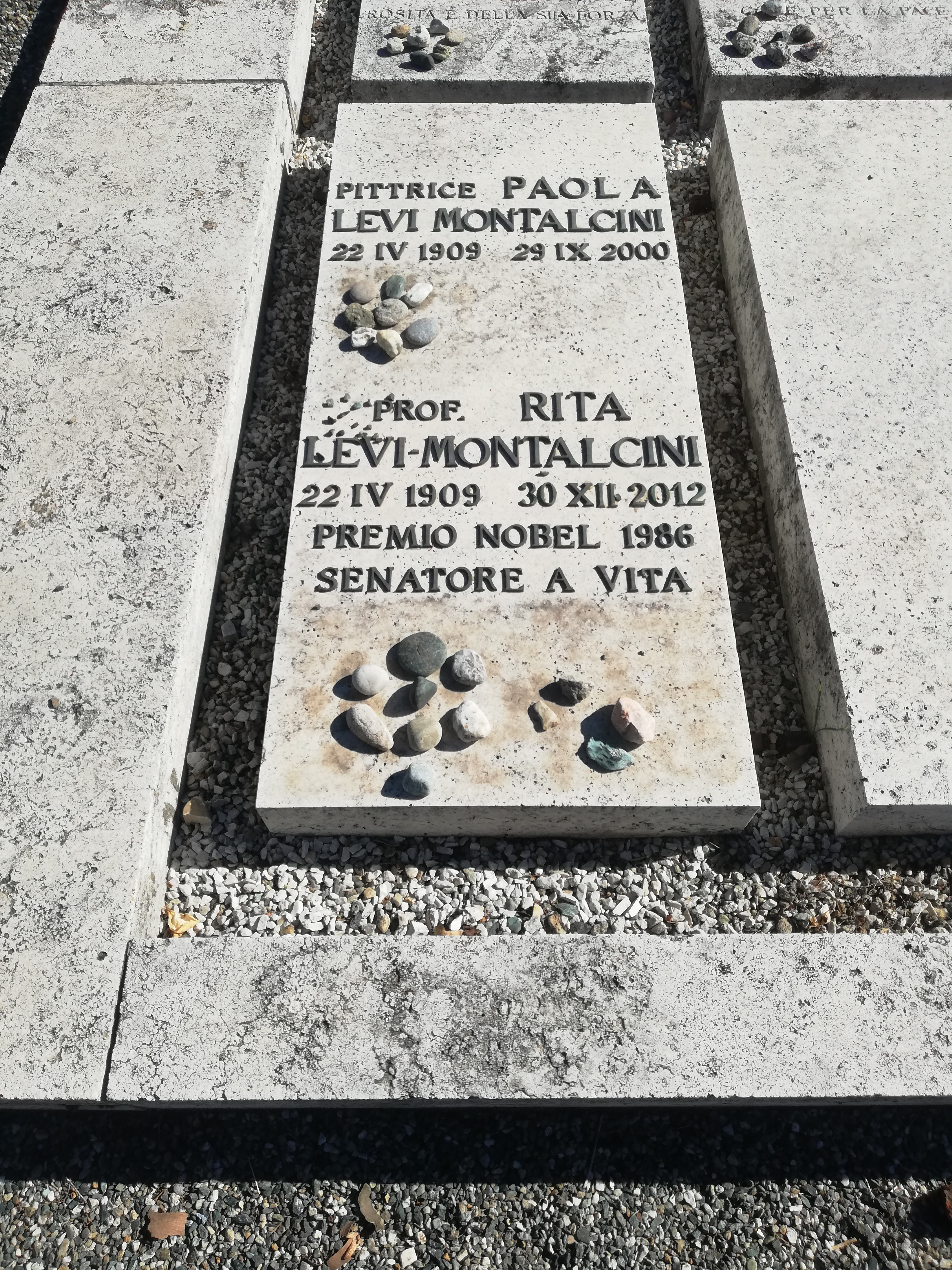
Lapide delle sorelle Paola e Rita Levi-Montalcini, situata presso il cimitero monumentale di Torino

Paola Levi-Montalcini (Torino, 22 aprile 1909 – Roma, 29 settembre 2000) è stata una pittrice italiana: era la sorella gemella di Rita Levi-Montalcini.

## Biografia
Nacque a Torino nel 1909, figlia ultimogenita di Adamo Levi (1867-1932) e Adele Montalcini (1879-1963) assieme alla gemella Rita (1909-2012), sorella di Gino (1902-1974) e Anna (1905-2000).
Paola Levi-Montalcini si formò a Torino alla scuola di Felice Casorati negli anni trenta e successivamente a Parigi, presso la scuola di incisione di S.W. Hayter.
Nel 1931 espone alla I Quadriennale nazionale d'arte di Roma.
Dapprima appartenente a una fase figurativa, verso il 1950 i suoi quadri si rivolgono all'astrattismo e a una sapiente ricerca materica.
Le due sorelle nel 1992 hanno costituito la Fondazione Levi Montalcini, in memoria del padre, che si rivolge alla formazione e all'educazione dei giovani e al conferimento di borse di studio a giovani studentesse africane a livello universitario, per creare una classe di giovani donne che svolgano un ruolo di leadership nella vita scientifica e sociale del loro paese.
Nella monografia del 1939 così Giorgio de Chirico dà il seguente commento dei dipinti figurativi degli anni trenta, come Ulivi, Alberi o Piccolo bosco:
costruisce la sua opera dalle fondamenta, che vuole solide e resistenti alle scosse telluriche, poi alza i muri, lascia lo spazio necessario alle aperture per cui l’aria può circolare e per cui si può scorgere il cielo azzurro e le nubi bianche e finalmente termina l’opera con il tetto.  Si può vedere questa preoccupazione di coprire lo spettacolo che rappresenta con le forme e i colori, tanto nelle figure quanto nelle nature morte e nei paesaggi.»